# La noche de los cien pájaros (película)
La noche de los cien pájaros es una película española de drama estrenada el 24 de marzo de 1976, dirigida conjuntamente por Rafael Moreno Alba y Rafael Romero Marchent y protagonizada en los papeles principales por Carmen Sevilla, Ágata Lys y Javier Escrivá.
La película está basada en la obra teatral homónima del dramaturgo español Jaime Salom.

## Sinopsis
Enrique es un universitario que abandona sus estudios para casarse con Juana, una carnicera que regenta un negocio que mantiene económicamente a la pareja. Tras siete años de matrimonio, conoce a Mónica, una pintora que es hija del director del colegio donde estudió Enrique de joven y entabla una relación con ella. Enrique llega a plantearse matar a su mujer pero ella muere de una enfermedad del corazón. Entonces Enrique se da cuenta de que siempre la había querido y decide, aunque haya enviudado, vivir con los recuerdos de su mujer que irse con la pintora.

## Reparto
- Carmen Sevilla como Juana.
- Javier Escrivá como Enrique.
- Ágata Lys como Mónica.
- Florinda Chico como Rosa.
- Emiliano Redondo como Gustavo.
- George Rigaud como	Don Gabriel.
- Carlos Oller
- Ana Gasber
- José Luis Garci